# Fukuda Denshi Arena
El Fukuda Denshi Arena (フクダ電子アリーナ Fukuda Denshi Ariina?), conocido como Fuku-Ari (フクアリ), es un estadio multipropósito ubicado en la ciudad de Chiba, Japón. Fue construido en el año 2005, y es donde juega el equipo JEF United Ichihara Chiba de la J2 League. Es un estadio con capacidad de 18 500 espectadores y 1281 espectadores parados, la capacidad total es de 19 781 espectadores.
Su lugar de construcción es en el antiguo terreno de la factoría Kawasaki Steel. El lugar fue escogido debido a que la antigua localía, el Estadio Rinkai de Ichihara era inadecuado no solamente por ser un estadio multiuso con pista de atletismo, sino porque las frías brisas provenientes de la bahía de Tokio afectaban mucho el número de aficionados presentes.

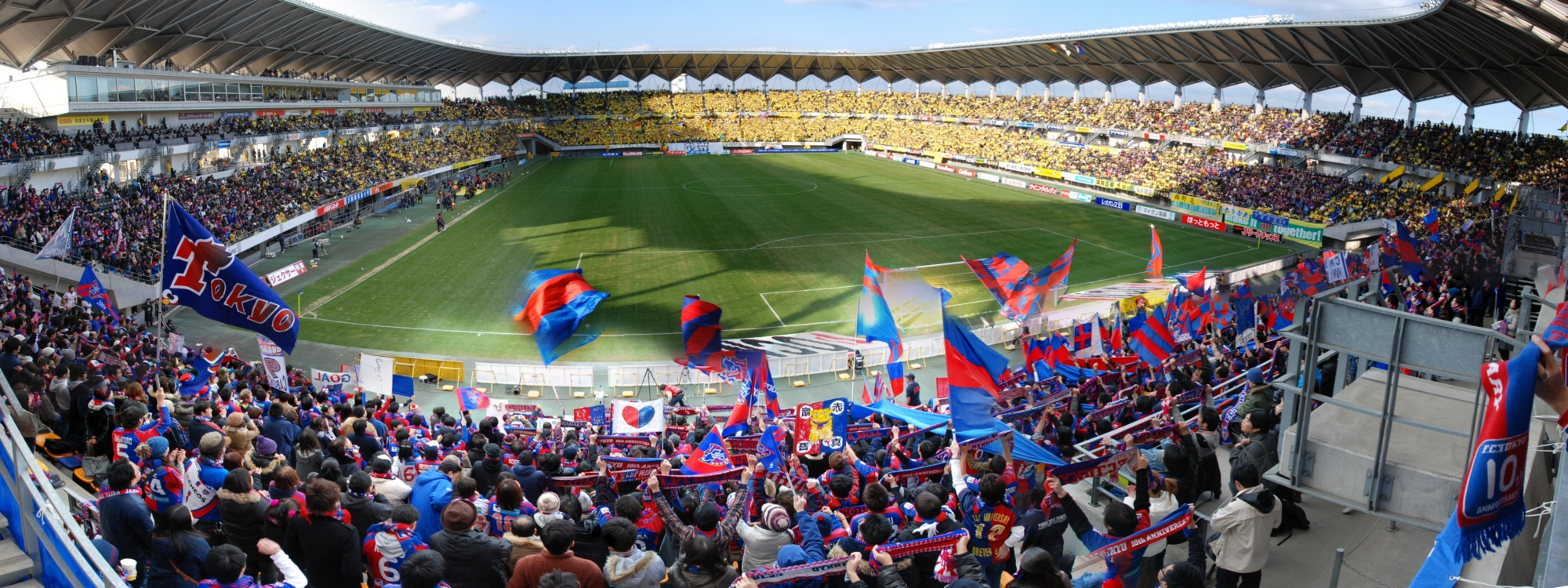